# Екатерина Ненчева
Екатерина Димитрова Ненчева (на латински: Ekaterina Dimitrova Nencheva; * 1 май 1885 в Троян; † 9 февруари 1920 в Пловдив) е българска поетеса.

## Биография
Екатерина Ненчева е родена в семейството на медицински фелдшер, участник в Априлското въстание (1876) и Руско-турската освободителна война (1877 – 1878), в освободителното движение в Македония, умрял при неизяснени обстоятелства в полицейския участък в Никопол през 1902 г. Съпругата му и трите им деца остават без средства. На годишнина от смъртта на бащата се самоубива 15-годишният брат на Екатерина. Тези трагични събития слагат тежък отпечатък върху душевността на бъдещата поетеса.
Приживе бащата е местен от град на град и заедно с него семейството живее в Севлиево, Тутракан, Балчик, Плевен, Ловеч, Луковит, с. Батошево, Русе, Никопол. Екатерина Ненчева завършва IV клас на Американския девически колеж в Ловеч и гимназия в София, записва се студентка по славянска филология.
През 1909 г. се омъжва за публициста-общественик Иван Харизанов (1885 – 1947) и заедно с двете им деца дипломата Милчо Харизанов и Иванка (омъжена за строителен инженер Любен Ковачев) следва съпруга си в градовете, където той е съдия и прокурор – Бяла, Търговище, Кюстендил, Нова Загора, Хасково, Пловдив, Враца.
Учителства в Кюстендил, Нова Загора, Пазарджик, Търговище, Хасково, Рила. Във Враца се разболява и семейството се връща в Пловдив, където след година, изпълнена със страдания, Ненчева умира от туберкулоза.

## Творчество
Пише стихове от 14-годишна възраст. Увлича се от поезията на М. Ю. Лермонтов, Хайнрих Хайне и особено от Джордж Байрон. Като студентка публикува в списанията „Летописи“, „Демократически преглед“, „Общо дело“ и главно в списание „Мисъл“ (с псевдоним Велерина).
През 1909 г. издава първата си и единствена стихосбирка „Снежинки“. По време на тежкото си заболяване печата в списанията „Съвременна мисъл“ и „Листопад“. Някои от писаните тогава стихотворения са издадени посмъртно.
Творчеството на Екатерина Ненчева е първата в българската литературна история поетична манифестация на интимния вътрешен свят на жената. Основни мотиви в поезията ѝ са любовта и смъртта. Повечето от стихотворенията са пропити с тъжни настроения, израз на трагичната съдба и изострената чувствителност на авторката.
Псевдоними: Велерина, Велерина Харизанова.

## Съчинения
- Снежинки, лирически песни, 1909
- Избрани стихотворения, редакция и предговор Веселин Ханчев, 1941
- Изповеди на една мадона в черно, стихове, писма, спомени, 1985
- Прокълнатият ангел – Екатерина Ненчева. Издателство „Срелец“, София 1995. ISBN 954-8152-12-6

## Памет
На името на Екатерина Ненчева има улица в София, кв. „Витоша“ (Карта)..